# ۱۵ سپتامبر
۱۵ سپتامبر در تقویم گرگوری، دویست و پنجاه و هشتمین (در سال‌های کبیسه دویست و پنجاه و نهمین) روز سال است. ۱۰۷ روز تا پایان سال باقی است.

## مناسبت‌ها
- روز جهانی مردم سالاری (دموکراسی)
- ۱۸۲۱ - روز ملی کشورهای آمریکای مرکزی (گواتمالا، هندوراس، نیکاراگوئه، السالوادور)[۱]

## زادروزها
- ۱۷۱۵ - ژان باپتیست واکت دو گریبووال، افسر و مهندس توپخانهٔ پادشاهی فرانسه. (درگذشتهٔ ۱۷۸۹)
- ۱۸۸۸ – آنتونیو اسکاری، رانندهٔ ایتالیایی مسابقات اتومبیل‌رانی و پدر آلبرتو اسکاری. (درگذشتهٔ ۱۹۲۵)
- ۱۸۹۰ - آگاتا کریستی، نویسندهٔ اهل انگلستان. (درگذشتهٔ ۱۹۷۶)
- ۱۸۹۴ - ژان رنوار، کارگردان فرانسوی. (درگذشتهٔ ۱۹۷۹)
- ۱۹۰۷ - فی ری، بازیگر اهل ایالات متحده آمریکا. (درگذشتهٔ ۲۰۰۴)
- ۱۹۱۳ - یوهانس اشتاینهوف، نظامی و خلبان اهل آلمان. (درگذشتهٔ ۱۹۹۴)
- ۱۹۱۴ - آدولفو بیوئی کاسارس، شاعر، نویسنده و روزنامه‌نگار آرژانتینی. (درگذشتهٔ ۱۹۹۹)
- ۱۹۱۹ - فائوستو کوپی، دوچرخه‌سوار ایتالیایی. (درگذشتهٔ ۱۹۶۰)
- ۱۹۲۵ - کارلو رامبالدی، هنرمند اهل ایتالیا. (درگذشتهٔ ۲۰۱۲)
- ۱۹۲۶ - شوهی ایمامورا، کارگردان ژاپنی. (درگذشتهٔ ۲۰۰۶)
- ۱۹۲۶ - ژان-پیر سر، ریاضی‌دان اهل فرانسه.
- ۱۹۴۱ - یوری نورشتاین، انیماتور اهل روسیه.
- ۱۹۴۱ - میروسلاو هرماشفسکی، فضانورد اهل لهستان. (درگذشتهٔ ۲۰۲۲)
- ۱۹۴۶ - تامی لی جونز، بازیگر و کارگردان اهل ایالات متحده آمریکا.
- ۱۹۵۱ - فرد سیبرت، تهیه‌کننده و کارآفرین اهل ایالات متحده آمریکا.
- ۱۹۵۳ - کئیکو تاکه‌شیتا، بازیگر اهل ژاپن.
- ۱۹۵۵ - رنتسو روسو، کارآفرین و سرمایه‌دار اهل ایتالیا.
- ۱۹۸۱ - بن شوارتز، بازیگر و کارگردان اهل ایالات متحده آمریکا.
- ۱۹۸۴ - شاهزاده هری، دوک ساسکس، پسر چارلز سوم و نوهٔ الیزابت دوم اهل بریتانیا.
- ۱۹۹۰ - آرون موی، بازیکن فوتبال اهل استرالیا.
- ۱۹۹۱ - لی جونگ شین، خواننده، بازیگر و موسیقی‌دان اهل کره جنوبی.
- ۲۰۰۰ - فلیکس، خواننده استرالیایی.

## درگذشت‌ها
- ۶۶۸ - کنستانس دوم، امپراتور بیزانس. (زادهٔ ۶۳۰) (به قتل رسید)
- ۱۸۵۹ - آیزامبارد کینگدام برونل، مهندس اهل انگلستان. (زادهٔ ۱۸۰۶)
- ۱۹۲۶ - رودولف کریستف یوکن، فیلسوف آلمانی. (زادهٔ ۱۸۴۶)
- ۱۹۳۰ - میلتن سیلز، بازیگر اهل ایالات متحده آمریکا. (زادهٔ ۱۸۸۲)
- ۱۹۸۹ - رابرت پن وارن، نویسنده و شاعر اهل ایالات متحده آمریکا. (زادهٔ ۱۹۰۵)
- ۱۹۹۵ - گونار نوردال، بازیکن فوتبال اهل ایتالیا. (زادهٔ ۱۹۲۱)
- ۲۰۰۵ - گای گرین، کارگردان اهل ایالات متحده آمریکا. (زادهٔ ۱۹۱۳)
- ۲۰۰۶ - اوریانا فالاچی، نویسنده ایتالیایی. (زادهٔ ۱۹۲۹)
- ۲۰۱۳ - گغارد کافسجیان، کارآفرین اهل ایالات متحده آمریکا. (زادهٔ ۱۹۲۵)
- ۲۰۱۵ - مئیر پاییل، نویسنده و سیاستمدار اهل اسرائیل. (زادهٔ ۱۹۲۶)
- ۲۰۱۵ - برنارد فان ده کرکهووه، دوچرخه‌سوار اهل بلژیک. (زادهٔ ۱۹۴۱)
- ۲۰۱۷ - هری دین استنتون، خواننده و موسیقی‌دان اهل ایالات متحده آمریکا. (زادهٔ ۱۹۲۶)
- ۲۰۲۴ - تیتو جکسون، خواننده و گیتاریست اهل ایالات متحده آمریکا. (زادهٔ ۱۹۵۳)